# Кривень, Пётр Яковлевич
Пётр Яковлевич Кривень (1922—1945) — Гвардии лейтенант Рабоче-Крестьянской Красной Армии, участник Великой Отечественной войны, Герой Советского Союза (1944).

## Биография
Пётр Кривень родился 25 ноября 1922 года в селе Александровка (ныне — Славянский район Донецкой области Украины). Окончил восемь классов школы. В 1941 году Кривень был призван на службу в Рабоче-Крестьянскую Красную Армию. В том же году он окончил Ворошиловградскую военную авиационную школу пилотов. С мая 1943 года — на фронтах Великой Отечественной войны.
К августу 1944 года гвардии лейтенант Пётр Кривень был старшим лётчиком 7-го гвардейского штурмового авиаполка (230-й штурмовой авиадивизии, 4-й воздушной армии, 2-го Белорусского фронта). К тому времени он совершил 127 боевых вылетов на штурмовку и бомбардировку скоплений боевой техники и живой силы противника, его важных объектов, в воздушном бою сбил 1 вражеский самолёт.
Указом Президиума Верховного Совета СССР от 26 октября 1944 года за «образцовое выполнение боевых заданий командования на фронте борьбы с немецкими захватчиками и проявленные при этом мужество и героизм» гвардии лейтенант Пётр Кривень был удостоен высокого звания Героя Советского Союза с вручением ордена Ленина и медали «Золотая Звезда» за номером 4851.
20 января 1945 года самолёт Кривеня был подбит, и тогда лётчик направил горящую машину на скопление вражеских войск, погибнув при взрыве. Похоронен в населённом пункте Вельбарк к югу от польского города Щитно.

## Награды
Был также награждён орденами Красного Знамени, Отечественной войны 2-й степени и Красной Звезды, рядом медалей.